# Rozdrażew
Rozdrażew è un comune rurale polacco del distretto di Krotoszyn, nel voivodato della Grande Polonia.
Ricopre una superficie di 79,47 km² e nel 2004 contava 5 164 abitanti.